# System p
System pは、IBMのUNIXサーバおよびワークステーションのシリーズである。プロセッサはPOWER、稼働可能なオペレーティングシステム (OS) はAIXおよびLinuxである。
従来のRS/6000(RISC System/6000)、pSeriesの後継である。2008年4月に後継の Power Systems が発表された。

## 名称
正式名称は「IBM eServer pSeries」である。IBMのサーバ全体のブランド名「IBM Systems」を構成するシリーズ（System z、System i、System p、System x、System Storage）の1つである。「p」は「performance（パフォーマンス）」を意味する。またPOWER5ベースのものを p5 とも称する。

## 歴史
- 1990年 RT-PCの後継として RS/6000 が発表された。この製品ファミリは何回か名称が変更されてきた。当初、サーバもワークステーションも RS/6000 と呼ばれていた。エントリモデルにPOWERステーション320(CPU動作周波数20MHz、29.5MIPS、主記憶容量8MB～128MB、HDD容量120MB～800MB、MCAスロットx4)があった[1]。
- 1990年代 従来のMCAモデルから、PReP/CHRPベースのPCIモデルに、43P(7043)などから順次移行された。
- 2000年 e-Server ブランド戦略により、サーバだけを eServer pSeries とした。
- 2004年 POWER5 プロセッサの導入に際して、該当モデルを eServer p5 と呼んだ。
- 2005年 ブランド名戦略の変更により、このファミリは再び System を頭に置くブランド名とされ、System p となった。また、新たに IBM OpenPower 製品ラインが登場した。
- 2008年4月2日 後継の Power Systems が発表された。

広い範囲をカバーしているが、ワークステーションは徐々に品揃えを減らしつつある。

## プロセッサ
初期の RS/6000 では、POWER および POWER2 プロセッサが使われていた。PowerPC ISA が開発されると、下位機種は PowerPC 604e などを使うようになった。上位機種やクラスターでは、浮動小数点演算性能の高い POWER が引き続き使われた。整数演算性能が重視される商用向け機種では PowerPC から派生した RS64 が使われた。
POWER4 が開発されると RS64 は使われなくなった。このためビジネス向けと科学技術計算向けの区別がなくなった。その後、System p は主に POWER5+ を使用し、一部の下位機種やブレードサーバでは PowerPC 970 も使用された。現在の最新は、ブレードを含めPOWER8である。

## 機能
IBM System p5 と IBM eServer p5 以降は、仮想化機能として以下を備えている。
- 動的論理パーティショニング（Dynamic LPAR、D-LPAR）
- マイクロパーティショニング
- 仮想I/Oサーバ（VIOS）

オペレーティングシステムはAIXおよびPOWER版のLinux（Linux on POWER）が使用できる。2008年4月現在、AIXはV6.1が最新である。

## ディープ・ブルー
ディープ・ブルーはRS/6000をベースに作られたスーパーコンピュータであり、正式な時間制限でチェスの世界チャンピオン（ガルリ・カスパロフ）に初めて勝利したコンピュータとなった。30台のRS/6000で構成されたマシンに、480台の特殊なチェス専用VLSIを接続していた。チェスプログラムはC言語で書かれ、AIX 上で動作した。ディープ・ブルーは1秒間に20億箇所の位置を評価する能力を有していた。